# Indy Lights 2008

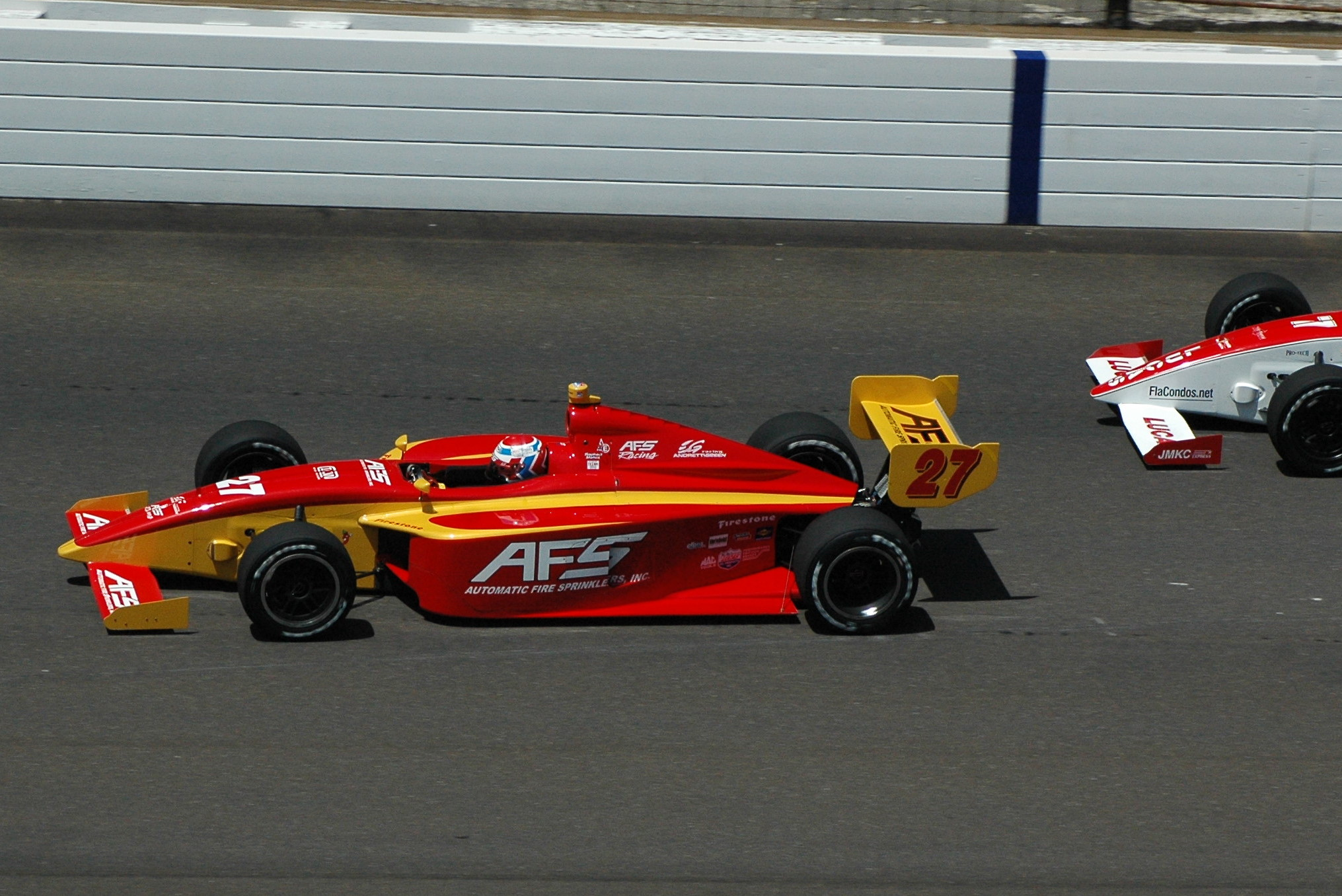
Raphael Matos de kampioen in actie tijdens de Firestone Freedom 100

De Indy Lights 2008 was het drieëntwintigste kampioenschap van de Indy Lights. En het zevende kampioenschap georganiseerd door de Indy Racing League. Het seizoen bestond uit 16 races, waarvan 8 oval circuits, 1 stratencircuit en 3 wegraces. Regerend kampioen Alex Lloyd zou de overstap naar de IndyCar Series maken naar het team van Chip Gannasi, maar kreeg het financieel niet in orde. Dus reed hij een aangepast programma voor het team en kon zo zijn titel niet verdedigen.

## Teams en rijders
Alle teams reden met een Dallara IPS-chassis en met een 3.5 L Infiniti V8-motor.
| Team                         | Chassis | Band      | Nr | Rijder             | Sponsor(s)                                   | Opmerkingen |
| ---------------------------- | ------- | --------- | -- | ------------------ | -------------------------------------------- | --- |
| Team Moore Racing            | Dallara | Firestone | 2  | Jeff Simmons       | Xtreme Coil Drilling                         | |
| Team Moore Racing            | Dallara | Firestone | 2  | Jonathan Klein     | Xtreme Coil Drilling                         | Reed alleen in Infineon en Chicagoland                                                                           |
| Team Moore Racing            | Dallara | Firestone | 22 | Pablo Donoso       | Cristal / Xtreme Coil Drilling               | Reed vanaf Indianapolis. Reed voor Stewart in Kentucky.                                                          |
| Team Moore Racing            | Dallara | Firestone | 22 | Jonathan Klein     | Xtreme Coil Drilling                         | Reed alleen in Kentucky                                                                                          |
| Team Moore Racing            | Dallara | Firestone | 22 | Dillon Battistini  | Xtreme Coil Drilling                         | Reed alleen in Chicagoland                                                                                       |
| Brian Stewart Racing         | Dallara | Firestone | 3  | Juan Manuel Polar  | Brian Stewart Racing                         | Verliet het team na Kansas                                                                                       |
| Brian Stewart Racing         | Dallara | Firestone | 3  | Marc Williams      | Royal Spa / Brian Stewart Racing             | Reed alleen in Indianapolis and Milwaukee                                                                        |
| Brian Stewart Racing         | Dallara | Firestone | 3  | Pablo Donoso       | Mo's Gold                                    | Reed alleen in Kentucky                                                                                          |
| Brian Stewart Racing         | Dallara | Firestone | 33 | Wade Cunningham    | Royal Spa                                    | Reed parttime |
| Brian Stewart Racing         | Dallara | Firestone | 33 | Mitch Cunningham   | Brian Stewart Racing / Mo's Gold             | Reed alleen de straatraces                                                                                       |
| Guthrie Racing               | Dallara | Firestone | 4  | Sean Guthrie       | Car Crafters                                 | |
| Guthrie Racing               | Dallara | Firestone | 9  | Tom Wieringa       | Guthrie Racing                               | Reed alleen in Homestead                                                                                         |
| Guthrie Racing               | Dallara | Firestone | 23 | Logan Gomez        | Menards                                      | |
| Guthrie Racing               | Dallara | Firestone | 44 | Robbie Pecorari    | SAI Hydraulics                               | Reed alleen in Kentucky, Infineon, en Chicagoland                                                                |
| Guthrie Racing               | Dallara | Firestone | 54 | Micky Gilbert      | FARO                                         | Reed in Indianapolis                                                                                             |
| Guthrie Racing               | Dallara | Firestone | 54 | Matt Lee           | Guthrie Racing                               | Reed alleen in Watkins Glen                                                                                      |
| Guthrie Racing               | Dallara | Firestone | 54 | Robbie Pecorari    | Guthrie Racing                               | Reed alleen in Mid-Ohio                                                                                          |
| Guthrie Racing               | Dallara | Firestone | 54 | Juan Manuel Polar  | FARO                                         | Reed alleen in Infineon                                                                                          |
| Guthrie Racing               | Dallara | Firestone | 55 | Robbie Pecorari    | Guthrie Racing                               | Reed alleen in Kansas                                                                                            |
| Guthrie Racing               | Dallara | Firestone | 55 | Tom Wieringa       | Racing for Kids / Guthrie Racing             | Reed alleen in Indianapolis en Chicagoland                                                                       |
| Guthrie Racing               | Dallara | Firestone | 55 | Franck Perera      | CJ Consulting                                | Voegde zich in Iowa bij het team, getekend voor het rest van het seizoen                                         |
| RLR Andersen Racing          | Dallara | Firestone | 5  | Andrew Prendeville | RLR / Best Friends Animal Society            | Verliet het team na Mid-Ohio                                                                                     |
| RLR Andersen Racing          | Dallara | Firestone | 5  | Daniel Herrington  | Andersen Racing                              | Reed bij het team vanaf Kentucky                                                                                 |
| RLR Andersen Racing          | Dallara | Firestone | 25 | J.R. Hildebrand    | RLR / Allied Building Products               | |
| Michael Crawford Motorsports | Dallara | Firestone | 6  | Jake Slotten       | Michael Crawford Motorsports                 | Reed alleen op Ovals, verliet het team na Milwaukee                                                              |
| Michael Crawford Motorsports | Dallara | Firestone | 6  | Daniel Herrington  | Michael Crawford Motorsports                 | Reed alleen in Watkins Glen en Mid-Ohio                                                                          |
| Michael Crawford Motorsports | Dallara | Firestone | 6  | Robbie Pecorari    | Michael Crawford Motorsports                 | Reed alleen in St. Petersburg                                                                                    |
| Michael Crawford Motorsports | Dallara | Firestone | 6  | Tom Dyer           | Wunder-Bar                                   | Reed alleen in Infineon en Chicagoland                                                                           |
| Michael Crawford Motorsports | Dallara | Firestone | 6  | C.R. Crews         | Michael Crawford Motorsports                 | Reed alleen in Kentucky                                                                                          |
| Michael Crawford Motorsports | Dallara | Firestone | 8  | Nathan Freke       | Michael Crawford Motorsports                 | Verliet het team na St. Petersburg                                                                               |
| Michael Crawford Motorsports | Dallara | Firestone | 8  | Mark Olson         | Michael Crawford Motorsports                 | Reed parttime |
| Michael Crawford Motorsports | Dallara | Firestone | 8  | P.J. Abbott        | Michael Crawford Motorsports                 | Reed alleen in Kentucky                                                                                          |
| Sam Schmidt Motorsports      | Dallara | Firestone | 7  | Richard Antinucci  | Lucas Oil                                    | |
| Sam Schmidt Motorsports      | Dallara | Firestone | 11 | James Davison      | Lifelock                                     | |
| Sam Schmidt Motorsports      | Dallara | Firestone | 20 | Ana Beatriz        | Healthy Choice                               | |
| Sam Schmidt Motorsports      | Dallara | Firestone | 34 | Jon Brownson       | Westridge Development                        | Reed alleen op Ovals, verliet het team na een crash tijdens een test in Iowa                                     |
| Sam Schmidt Motorsports      | Dallara | Firestone | 34 | Travis Gregg       | Westridge Development / Sam Schmidt          | Rijdt alleen in Iowa en Kentucky                                                                                 |
| Sam Schmidt Motorsports      | Dallara | Firestone | 77 | Jonny Reid         | Lucas Oil                                    | Reed alleen in Infineon                                                                                          |
| Panther Racing               | Dallara | Firestone | 15 | Dillon Battistini  | Alex P / National Guard / Delphi             | |
| Panther Racing               | Dallara | Firestone | 15 | Bobby Wilson       | National Guard / Delphi                      | Reed alleen in Chicagoland                                                                                       |
| Panther Racing               | Dallara | Firestone | 16 | Brent Sherman      | Best Buddies / PEC / National Guard / Delphi | |
| Team E                       | Dallara | Firestone | 17 | Bobby Wilson       | Patriot Bank / BergHoff                      | |
| American Spirit Racing       | Dallara | Firestone | 18 | Cyndie Allemann    | Cabo Wabo Tequila / American Spirit Racing   | |
| Playa Del Racing             | Dallara | Firestone | 21 | Al Unser III       | Ethos Fuel Reformulator / Ethos For Earth    | Team non-actief gesteld na Indianapolis                                                                          |
| Alliance Motorsports         | Dallara | Firestone | 24 | Chris Festa        | Royal Spa / Natural Spring                   | Reed niet in Iowa, Watkins Glen, en Mid-Ohio                                                                     |
| Alliance Motorsports         | Dallara | Firestone | 24 | Marc Williams      | Alliance Motorsports                         | Reed alleen in Iowa                                                                                              |
| Alliance Motorsports         | Dallara | Firestone | 24 | Wade Cunningham    | Natural Spring                               | Reed alleen in Mid-Ohio                                                                                          |
| Alliance Motorsports         | Dallara | Firestone | 24 | Christina Orr      | Alliance Motorsports                         | Voegde zich tijdens Kentucky bij het team                                                                        |
| Alliance Motorsports         | Dallara | Firestone | 29 | Brandon Wagner     | Lucas Fuel Treatment                         | Reed alleen in Chicago                                                                                           |
| Andretti Green-AFS Racing    | Dallara | Firestone | 26 | Arie Luyendyk jr.  | Targus / Automatic Fire Sprinklers, Inc.     | |
| Andretti Green-AFS Racing    | Dallara | Firestone | 27 | Raphael Matos      | Automatic Fire Sprinklers, Inc.              | |
| SWE Racing                   | Dallara | Firestone | 43 | Pablo Donoso       | SWE Race Car Parts                           | Reed alleen de eerste vier races                                                                                 |
| SWE Racing                   | Dallara | Firestone | 43 | Robbie Pecorari    | SWE Race Car Parts                           | Reed alleen in Indianapolis, Iowa, en Nashville                                                                  |
| SWE Racing                   | Dallara | Firestone | 43 | Mike Potekhen      | Lucas Oil / SWE Race Car Parts / XFR         | Joined team at Kentucky                                                                                          |
| SWE Racing                   | Dallara | Firestone | 92 | Mike Potekhen      | Wagner Motorsports                           | Reed alleen in Indianapolis; in samenwerking met Chastain Motorsports                                            |
| Mile High Motorsports        | Dallara | Firestone | 54 | Micky Gilbert      | FARO                                         | Fuseerde met Guthrie Racing naar aanleiding van de race in Indianapolis                                          |
| Integra Motorsports / CGRT   | Dallara | Firestone | 9  | Marc Williams      | Integra                                      | Reed alleen in St. Petersburg                                                                                    |
| Integra Motorsports / CGRT   | Dallara | Firestone | 9  | Jonny Reid         | Integra                                      | Voegde zich bij het team tijdens de race op Indianapolis, team op non-actief gesteld na Mid-Ohio tot Chicagoland |
| Integra Motorsports / CGRT   | Dallara | Firestone | 9  | Wade Cunningham    | Integra                                      | Reed alleen in Chicagoland                                                                                       |

## Races
| Race | Datum       | Race Naam              | Circuit                         | Locatie            |
| ---- | ----------- | ---------------------- | ------------------------------- | ------------------ |
| 1    | 29 Maart    | Miami 100              | Homestead-Miami Speedway        | Homestead, FL      |
| 2    | 5 April     | St. Pete 100 Race 1    | Stratencircuit Saint Petersburg | St. Petersburg, FL |
| 3    | 6 April     | St. Pete 100 Race 2    | Stratencircuit Saint Petersburg | St. Petersburg, FL |
| 4    | 27 April    | Hard Rock 100          | Kansas Speedway                 | Kansas City, MO    |
| 5    | 23 Mei      | Firestone Freedom 100  | Indianapolis Motor Speedway     | Speedway, IN       |
| 6    | 1 Juni      | Milwaukee 100          | Milwaukee Mile                  | West Allis, WI     |
| 7    | 21 Juni     | Jeld-Wen 100           | Iowa Speedway                   | Newton, IA         |
| 8    | 5 Juli      | Corning Duels Race 1   | Watkins Glen International      | Watkins Glen, NY   |
| 9    | 5 Juli      | Corning Duels Race 2   | Watkins Glen International      | Watkins Glen, NY   |
| 10   | 12 Juli     | Sun Belt Rentals 100   | Nashville Superspeedway         | Wilson County, TN  |
| 11   | 19 Juli     | Mid-Ohio 100 Race 1    | Mid-Ohio Sports Car Course      | Lexington, OH      |
| 12   | 19 Juli     | Mid-Ohio 100 Race 2    | Mid-Ohio Sports Car Course      | Lexington, OH      |
| 13   | 9 Augustus  | Kentucky 100           | Kentucky Speedway               | Sparta, KY         |
| 14   | 23 Augustus | Carneros 100           | Infineon Raceway                | Sonoma, CA         |
| 15   | 24 Augustus | Valley of the Moon 100 | Infineon Raceway                | Sonoma, CA         |
| 16   | 7 September | SunRichGourmet.com 100 | Chicagoland Speedway            | Joliet, IL         |

## Race resultaten
| Race | Race Naam               | Pole positie      | Snelste ronde     | Meeste ronden aan de leiding | Winnende rijder   | Winnende team             |
| ---- | ----------------------- | ----------------- | ----------------- | ---------------------------- | ----------------- | ------------------------- |
| 1    | Homestead               | Raphael Matos     |                   | Richard Antinucci            | Dillon Battistini | Panther Racing            |
| 2    | Saint Petersburg Race 1 | Raphael Matos     | Raphael Matos     | Raphael Matos                | Raphael Matos     | Andretti Green-AFS Racing |
| 3    | Saint Petersburg Race 2 | Jeff Simmons      |                   | Jeff Simmons                 | Richard Antinucci | Sam Schmidt Motorsports   |
| 4    | Kansas                  | Richard Antinucci |                   | J.R. Hildebrand              | J.R. Hildebrand   | RLR Andersen Racing       |
| 5    | Indianapolis            | Dillon Battistini | Dillon Battistini | Dillon Battistini            | Dillon Battistini | Panther Racing            |
| 6    | Milwaukee               | Pablo Donoso      |                   | Bobby Wilson                 | Bobby Wilson      | Team E                    |
| 7    | Iowa                    | Arie Luyendyk jr. |                   | Arie Luyendyk jr.            | Dillon Battistini | Panther Racing            |
| 8    | Watkins Glen Race 1     | Franck Perera     |                   | Raphael Matos                | Raphael Matos     | Andretti Green-AFS Racing |
| 9    | Watkins Glen Race 2     | Logan Gomez       |                   | Richard Antinucci            | Richard Antinucci | Sam Schmidt Motorsports   |
| 10   | Nashville               | James Davison     |                   | Ana Beatriz                  | Ana Beatriz       | Sam Schmidt Motorsports   |
| 11   | Mid-Ohio Race 1         | Raphael Matos     | Raphael Matos     | Raphael Matos                | Raphael Matos     | Andretti Green-AFS Racing |
| 12   | Mid-Ohio Race 2         | Jonny Reid        | James Davison     | James Davison                | James Davison     | Sam Schmidt Motorsports   |
| 13   | Kentucky                | Raphael Matos     |                   | Dillon Battistini            | Dillon Battistini | Panther Racing            |
| 14   | Infineon Race 1         | Franck Perera     |                   | Franck Perera                | Franck Perera     | Guthrie Racing            |
| 15   | Infineon Race 2         | Pablo Donoso      | Pablo Donoso      | Pablo Donoso                 | Pablo Donoso      | Team Moore Racing         |
| 16   | Chicagoland             | Raphael Matos     |                   | Raphael Matos                | Arie Luyendyk jr. | Andretti Green-AFS Racing |

## Uitslagen
| Pos | Rijder             | HMS | STP | STP | KAN | INDY | MIL | IOW | WGL | WGL | NSS | MDO | MDO | KTY | SNM | SNM | CHI | Punten |
| --- | ------------------ | --- | --- | --- | --- | ---- | --- | --- | --- | --- | --- | --- | --- | --- | --- | --- | --- | ------ |
| 1   | Raphael Matos      | 8*  | 1*  | 12  | 19  | 10   | 3   | 7   | 1*  | 2   | 5   | 1*  | 18  | 6   | 2   | 6   | 3*  | 510    |
| 2   | Richard Antinucci  | 2*  | 2   | 1   | 13  | 2    | 16  | 9   | 2   | 1*  | 12  | 3   | 14  | 4   | 3   | 7   | 21  | 478    |
| 3   | Ana Beatriz        | 7   | 3   | 16  | 14  | 5    | 19  | 3   | 4   | 3   | 1*  | 14  | 5   | 16  | 6   | 3   | 2   | 449    |
| 4   | Arie Luyendyk jr.  | 4   | 6   | 22  | 3   | 14   | 8   | 2*  | 7   | 7   | 3   | 8   | 11  | 3   | 17  | 16  | 1   | 426    |
| 5   | J.R. Hildebrand    | 10  | 5   | 2   | 1*  | 24   | 5   | 8   | 19  | 9   | 4   | 5   | 6   | 18  | 4   | 4   | 22  | 407    |
| 6   | Dillon Battissini  | 1   | 21  | 4   | 4   | 1*   | 14  | 1   | 17  | 20  | 19  | 18  | 19  | 1*  | 18  | 15  | 23  | 384    |
| 7   | Logan Gomez        | 12  | 23  | 3   | 15  | 7    | 9   | 14  | 6   | 4   | 6   | 20  | 16  | 12  | 5   | 2   | 8   | 361    |
| 8   | Pablo Donoso       | 21  | 14  | 17  | 12  | 19   | 7   | 5   | 5   | 5   | 10  | 10  | 3   | 22  | 8   | 1*  | 13  | 358    |
| 9   | James Davison      | 22  | 13  | 14  | 11  | 17   | 6   | 15  | DNS | 11  | 16  | 7   | 1   | 2   | 14  | 13  | 5   | 332    |
| 10  | Sean Guthrie       | 11  | 15  | 5   | 6   | 12   | 10  | 20  | 13  | 10  | 8   | 13  | 7   | 7   | 13  | 9   | 17  | 321    |
| 11  | Brent Sherman      | 3   | 17  | 13  | 8   | 16   | 11  | 4   | 14  | 14  | 11  | 16  | 10  | 5   | 19  | 21  | 19  | 299    |
| 12  | Bobby Wilson       | 17  | 22  | 21  | 9   | 6    | 1*  | 16  | 20  | 19  | 2   | 11  | 22  | 9   |     |     | 4   | 287    |
| 13  | Jeff Simmons       |     | 4   | 19* | 7   | 8    | 2   | 6   | 3   | 6   | 15  | 6   | 21  | 23  |     |     |     | 283    |
| 14  | Cyndie Allemann    | 16  | 8   | 10  | 22  | 26   | 18  | 18  | 9   | 18  | 13  | 17  | 4   | 13  | 22  | 11  | 14  | 249    |
| 15  | Andrew Prendeville | 6   | 7   | 20  | 23  | 9    | 4   | 12  | 11  | 13  | 9   | 9   | 8   |     |     |     |     | 246    |
| 16  | Robbie Pecorari    |     | 10  | 23  | 2   | 4    |     | 17  |     |     | 14  | 22  | 13  | 10  | 10  | 14  | 7   | 235    |
| 17  | Franck Perera      |     |     |     |     |      |     | 11  | 18  | 17  | 7   | 2   | 20  | 14  | 1*  | 5   |     | 219    |
| 18  | Jonny Reid         |     |     |     |     | 20   | 15  | 19  | 10  | 21  | 17  | 4   | 9   |     | 9   | 19  | 11  | 185    |
| 19  | Wade Cunningham    | 9   |     |     | 5   | 3    | 12  |     |     |     |     | 12  | 2   |     |     |     | 24  | 169    |
| 20  | Daniel Herrington  |     |     |     |     |      |     |     | 8   | 15  |     | 21  | 15  | 11  | 7   | 8   | 10  | 151    |
| 21  | Micky Gilbert      | 15  | 16  | 11  | 20  | 21   | 17  | 13  |     |     | 20  |     |     | 15  |     |     | 12  | 140    |
| 22  | Chris Festa        | 5   | 11  | 15  | 16  | 18   | 13  |     |     |     | 18  |     |     |     |     |     |     | 119    |
| 23  | Mitch Cunningham   |     | 19  | 18  |     |      |     |     | 12  | 12  |     | 15  | 12  |     | 11  | 23  |     | 117    |
| 24  | Mark Olson         |     |     |     | 18  | 25   | 20  | 22  | 15  | 16  |     | 19  | 17  |     | 23  | 20  |     | 104    |
| 25  | Al Unser III       | 13  | 12  | 6   | 10  | 11   |     |     |     |     |     |     |     |     |     |     |     | 102    |
| 26  | Juan Manuel Polar  | 14  | 9   | 7   | DNS |      |     |     |     |     |     |     |     |     | 15  | 12  |     | 100    |
| 27  | Jonathan Klein     |     |     |     |     |      |     |     |     |     |     |     |     | 8   | 16  | 10  | 6   | 86     |
| 28  | Marc Williams      |     | 18  | 9   |     | 15   | 21  | 10  |     |     |     |     |     |     |     |     |     | 78     |
| 28  | Mike Potekhen      |     |     |     |     | 13   |     |     |     |     |     |     |     | 17  | 12  | 22  | 4   | 78     |
| 30  | Christina Orr      |     |     |     |     |      |     |     |     |     |     |     |     | 21  | 20  | 18  | 16  | 45     |
| 31  | Nathan Freke       | 20  | 20  | 8   |     |      |     |     |     |     |     |     |     |     |     |     |     | 44     |
| 32  | Matt Lee           |     |     |     |     |      |     |     | 16  | 8   |     |     |     |     |     |     |     | 36     |
| 33  | Tom Dyer           |     |     |     |     |      |     |     |     |     |     |     |     |     | 21  | 17  | 20  | 32     |
| 34  | Tom Wieringa       | 18  |     |     |     | 22   |     |     |     |     |     |     |     |     |     |     | 18  | 32     |
| 35  | Jake Slotten       | 19  |     |     |     | 17   | 23  |     |     |     |     |     |     |     |     |     |     | 31     |
| 36  | Jon Brownson       | 23  |     |     |     | 21   | 27  | 22  |     |     |     |     |     |     |     |     |     | 23     |
| 37  | Travis Gregg       |     |     |     |     |      |     | 21  |     |     |     |     |     | 24  |     |     |     | 15     |
| 37  | Brandon Wagner     |     |     |     |     |      |     |     |     |     |     |     |     |     |     |     | 15  | 15     |
| 39  | P.J. Abbott        |     |     |     |     |      |     |     |     |     |     |     |     | 19  |     |     |     | 11     |
| 40  | C.R. Crews         |     |     |     |     |      |     |     |     |     |     |     |     | 20  |     |     |     | 10     |
| Pos | Rijder             | HMS | STP | STP | KAN | INDY | MIL | IOW | WGL | WGL | NSS | MDO | MDO | KTY | SNM | SNM | CHI | Punten |

| Kleur       | Resultaat                       |
| ----------- | ------------------------------- |
| Goud        | Winnaar                         |
| Zilver      | 2de plaats                      |
| Brons       | 3de plaats                      |
| Groen       | 4de en 5de plaats               |
| Lichtblauw  | 6de–10de plaats                 |
| Donkerblauw | Gefinisht (buiten de Top 10)    |
| Paars       | Niet gefinisht                  |
| Rood        | Niet gekwalificeerd (DNQ)       |
| Bruin       | Teruggetrokken (Wth)            |
| Zwart       | Gediskwalificeerd (DSQ)         |
| Wit         | Niet Gestart (DNS)              |
| Blank       | Nam geen deel aan de race (DNP) |
| Blank       | Niet geracet                    |

| Toegevoegde info    |                                                      |
| vet                 | Pole positie (1 punt)                                |
| cursief             | Snelste ronde                                        |
| *                   | Meeste ronden aan de leiding (2 punten)              |
| 1                   | Kwalificatie geannuleerd geen bonuspunten uitgedeeld |
| Rookie van het Jaar |                                                      |
| Rookie              |                                                      |

| Kleur       | Resultaat                       |
| ----------- | ------------------------------- |
| Goud        | Winnaar                         |
| Zilver      | 2de plaats                      |
| Brons       | 3de plaats                      |
| Groen       | 4de en 5de plaats               |
| Lichtblauw  | 6de–10de plaats                 |
| Donkerblauw | Gefinisht (buiten de Top 10)    |
| Paars       | Niet gefinisht                  |
| Rood        | Niet gekwalificeerd (DNQ)       |
| Bruin       | Teruggetrokken (Wth)            |
| Zwart       | Gediskwalificeerd (DSQ)         |
| Wit         | Niet Gestart (DNS)              |
| Blank       | Nam geen deel aan de race (DNP) |
| Blank       | Niet geracet                    |

| Toegevoegde info    |                                                      |
| vet                 | Pole positie (1 punt)                                |
| cursief             | Snelste ronde                                        |
| *                   | Meeste ronden aan de leiding (2 punten)              |
| 1                   | Kwalificatie geannuleerd geen bonuspunten uitgedeeld |
| Rookie van het Jaar |                                                      |
| Rookie              |                                                      |

| Positie | 1  | 2  | 3  | 4  | 5  | 6  | 7  | 8  | 9  | 10 | 11 | 12 | 13 | 14 | 15 | 16 | 17 | 18 | 19 | 20 | 21 | 22 | 23 | 24 | 25 | 26 | 27 | 28 | 29 | 30 | 31 | 32 | 33 |
| ------- | -- | -- | -- | -- | -- | -- | -- | -- | -- | -- | -- | -- | -- | -- | -- | -- | -- | -- | -- | -- | -- | -- | -- | -- | -- | -- | -- | -- | -- | -- | -- | -- | -- |
| Punten  | 50 | 40 | 35 | 32 | 30 | 28 | 26 | 24 | 22 | 20 | 19 | 18 | 17 | 16 | 15 | 14 | 13 | 12 | 11 | 10 | 9  | 8  | 7  | 6  | 5  | 4  | 3  | 3  | 3  | 3  | 3  | 3  | 3  |

1986 ·
1987 ·
1988 ·
1989 ·
1990 ·
1991 ·
1992 ·
1993 ·
1994 ·
1995 ·
1996 ·
1997 · 
1998 ·
1999 ·
2000 ·
2001 ·
2002 ·
2003 ·
2004 ·
2005 ·
2006 ·
2007 ·
2008 ·
2009 ·
2010 ·
2011 ·
2012 ·
2013 ·
2014 ·
2015 ·
2016 ·
2017 ·
2018 ·
2019 ·
2020 ·
2021 ·
2022 ·
2023 ·
2024 ·
2025

Lijst van coureurs